# Свои козыри
Свои козыри  — карточная игра, обычно для двух игроков.

## Правила
Цель игры — первым сбросить все карты с рук. 
Используется колода от 24 до 32 карт. 
Игроки делят колоду по цветам и выбирают масть своих козырей.
Ходят по очереди, первый кладёт карту, после чего второй либо кроет её старшей её масти или своим козырем, в этом случае к нему переходит ход;
или же забирает все карты на столе, и ход остаётся за противником.
(При игре похожей на пьяницу) Если карты совпадают то игроки по желанию могут сразится и победивший заберёт все карты либо игроки откладывают карты

## Игра в культуре
- Игра упоминается в книге очерков Ивана Александровича Гончарова «Фрегат „Паллада“»:

Я подошел к одной группе и застал негров за картами. И как вы думаете, во что они играли? В свои козыри! Если б не эти черные, лоснящиеся лица, не курчавые, точно напудренные березовым углем волосы, я бы подумал, что я вдруг зашел в какую-нибудь провинциальную лакейскую. Я пригляделся к игре — нет сомнения: свои козыри. Вон один из играющих, не имея чем покрыть короля, потащил всю кучу засаленных карт к себе, а другие оскалили белые зубы.